# Триметилсилилазид
Триметилсилилазид — химическое соединение,
алкил- и азидпроизводное моносилана с формулой (CH3)3SiN3,
бесцветная жидкость.

## Получение
Триметилсилилазид получают кипячением триметилхлорсилана и азида натрия в дибутиловом эфире в течение 2 дней, после чего продукт перегоняют прямо из реакционного сосуда. Повторная перегонка позволяет получить триметилсилилазид с чистотой 99 %. Предложены также другие методики, где указанные компоненты вводятся в реакцию либо без растворителя, либо в более высококипящем растворителе (силиконовом масле или полиэтиленгликоле).
{\displaystyle {\mathsf {(CH_{3})_{3}SiCl+NaN_{3}\rightarrow (CH_{3})_{3}SiN_{3}+NaCl}}}

## Физические свойства
Растворяется в инертных органических растворителях.

## Химические свойства и применение

### Реакции замещения
Под действием триметилсилилазида в органических растворителях бензил-, аллил- и незамещённые алкилгалогениды превращаются в соответствующие органические азиды. При добавлении хлорида олова(IV) в качестве катализатора в азиды превращаются также вторичные, третичные, циклические и полициклические галогениды. Позже спектр используемых галогенидов (а также фосфатов и тозилатов) был расширен благодаря использованию в качестве активатора фторида тетрабутиламмония.
{\displaystyle {\mathsf {RX+Me_{3}SiN_{3}\rightarrow RN_{3}+Me_{3}SiCl}}}
Ацилгалогениды в реакциях с триметилсилилазидом превращаются в соответствующие ацилазиды, которые сразу вступают в перегруппировку Курциуса, давая изоцианаты. Однако в присутствии иодида цинка хлорангидриды ароматических кислот с высоким выходом дают ацилазиды.
{\displaystyle {\mathsf {RCOX+Me_{3}SiN_{3}\rightarrow RNCO+Me_{3}SiCl+N_{2}}}}
{\displaystyle {\mathsf {ArCOX+Me_{3}SiN_{3}{\xrightarrow[{}]{ZnI_{2}}}ArCON_{3}+Me_{3}SiCl}}}
Ортоэфиры и ацетали реагируют с триметилсилилазидом в присутствии хлорида олова(IV) при −78 °С, давая соответствующие азиды.
{\displaystyle {\mathsf {RR'C(OR)_{2}+Me_{3}SiN_{3}\rightarrow RR'C(OR)N_{3}+Me_{3}SiOR}}}
{\displaystyle {\mathsf {RC(OR)_{3}+Me_{3}SiN_{3}\rightarrow RC(OR)_{2}N_{3}+Me_{3}SiOR}}}

### Реакции присоединения
В присутствии хлорида цинка или хлорида олова(II) триметилсилилазид присоединяется к карбонильным соединениям, образуя α-триметилсилилоксиазиды. Альдегиды в эту реакцию вступают более активно, чем кетоны. Далее реакция в зависимости от условий приводит к диазидам, тетразолам или нитрилам.
{\displaystyle {\mathsf {RR'C\!\!=\!\!O+Me_{3}SiN_{3}{\xrightarrow[{}]{ZnCl_{2}}}RR'N_{3}(OSiMe_{3}){\xrightarrow[{ZnCl_{2}}]{TMSA}}RR'C(N_{3})_{2}}}}
Также триметилсилилазид присоединяется к оксиранам, давая β-триметилсилилоксиазиды, которые являются предшественниками β-аминоспиртов. Реакция катализируется хлоридом цинка, комплексами ванадия и титана, тартратом цинка и изопропоксидом алюминия. От катализатора зависит селективность процесса. Подобный процесс описан также для раскрытия азиридинов, которое позволяет получать 1,2-диамины.
При присоединении триметилсилилазида к ангидридам карбоновых кислот образуется равное количество силилового эфира и изоцианата. Циклические ангидриды также присоединяют триметилсилилазид, однако в их случае образуются ω-триметилсилилоксикарбонилизоцианаты, которые далее циклизуются 1,3-оксазин-2,6-дионы.
{\displaystyle {\mathsf {(RCO)_{2}O+Me_{3}SiN_{3}\rightarrow RCON_{3}+RCOOSiMe_{3}\rightarrow RNCO+RCOOSiMe_{3}}}}

### Реакции циклоприсоединения
Триметилсилилазид присоединяется к алкинам по реакции [3+2]-диполярного циклоприсоединения, давая триазолы, а также к нитрилам — с образованием тетразолов.

## Безопасность
Триметилсилилазид разлагается при 500 °С и является термически более стабильным, чем органические азиды. В холодильнике он хранится больше года. При контакте с водой он выделяет токсичную азотистоводородную кислоту, которая потенциально может вызывать вазодилатацию.